# 超
超（ちょう）は、「～を超える」を意味する接辞（接頭辞と接尾辞）である。中国語では動詞・形容詞としても働く。日本語でも形容詞とする説もあるがそうすると一般的な用例とそぐわなくなる。

## 古典的な用法
漢語では本来は動詞で、「超える」「超えて行く」「飛び超える」を意味する。たとえば慣用句の
のようにである。
現在の熟語に当てはめると、たとえば「超人」は「超㆑人」と返り点を打ち「人を超える」と訓読みできる。このような補足構造「動詞+目的語」の熟語を「接頭辞+語根」と再解釈することにより、接頭辞「超」が現れた。
その他の構造の熟語としては、
入超
「入（輸入）が（輸出を）超える」の主述構造
超越
「超える」と「越える」の並列構造
などがある。これらは接頭辞「超」としては解釈できない。

## 近代の用法

### 接頭辞
何らかを超越した概念を表し、ギリシャ語・ラテン語由来などのさまざまな接頭辞・単語の訳語として多用される。
- 英語の above, over にあたり、その物の上方に（接してまたは離れて）あることを意味する。
  - super-（スーパー）: ラテン語起源。例: 超自然 (supernatural) 、超伝導 (superconduction) 、超音速 (supersonic) など多数。
  - supra-（スープラ）: super- と同語源。例: 超国家主義 (supranationalism) 。
  - Über(-)（ユーバー）: ドイツ語。例: 超人 (Übermensch) 。
  - sur(-)（シュール）: フランス語。例: 超現実主義 (surréalisme) 。
- 英語の beyond にあたり、その物を超えた向こう側にあることを意味する。日本語では極超（ごくちょう）と訳されることもある。
  - hyper-（ハイパー）: ギリシャ語起源。例: 超微細構造 (hyperfine structure) 、超立方体 (hypercube) 。
  - ultra-（ウルトラ）: ラテン語起源。例: 超軽量動力機 (ultra light plane) 。
- 英語の outside にあたり、その物の外にあることを意味する。
  - extra-（エクストラ）: ラテン語起源。例: 超感覚 (extrasensory) 、超法規的措置 (extraleagal measures) 。
- 英語の after にあたり、その物の後に続くことを意味する。
  - meta-（メタ）: ギリシャ語起源。例: 超数学 (metamathematics) 。
- 英語の very 。程度がはなはだしいことを意味する。
  - very（ベリー）: 英語。例: 超短波 (very high frequency) 。

これらのほとんどは「超越する」（～を超え～とは別のものになる）という意味合いを持つが、現代では「非常に」「はなはだ」（～の範囲で程度がはなはだしい）のような意味で使われることもある（ただしこの2つをはっきり区別できるとは限らない）。超現実主義（シュールレアリスム、surréalisme) は、フランス語の語源どおりには「現実の上」であり、しばしば「（現実を超えた）非現実」と解釈されるが、これは誤りであり「非常に現実的」であるとされる。
『漢語林』などによると、「超」の字には度を越す、分を過ぎるなどせいぜい普通一般に見られる程度の「何らか」をこえでてはいるものの、「何らか」の概念をまったく超越してしまっているわけではない意味で使う用法が許されている（例としては「超能力」など）。

### 接尾辞
| 比較を表す接尾辞 | 比較を表す接尾辞 | その値より | その値より |
| 比較を表す接尾辞 | 比較を表す接尾辞 | 大きい     | 小さい     |
| ---------------- | ---------------- | ---------- | ---------- |
| その値を         | 含む             | 以上 ≧     | 以下 ≦     |
| その値を         | 含まない         | 超 >       | 未満 <     |

「数詞（+単位・助数詞）+超」で、その数より多いことを意味する。不等号で表すと「> 数」になり、より少ないことを意味する「未満」（みまん）の対義語。基準となる数を含む以上・以下に対し、超・未満はその数を含まない。たとえば、「100超」は「> 100」を意味し、100は含まない。

## 日本の流行語「超（チョー）」
元来の用法では、「超」のかかる品詞は超音波や超高層ビルなど名詞（形容詞性名詞、つまりいわゆる形容動詞を含む）に限られていたのに対して、チョーは名詞を初めとして形容詞や動詞にも用いられる。
超は1990年代初期には既に東京圏などを中心として大学生などの若者に多用されていた。超がチョーになったのは、1990年代中盤から後半にかけてである。
なお、一般的には1980年代以降に流行した表現とされているが、1950年代後半から1960年代にかけても若者の間で多用されていた。例えば、1968年の映画作品「温泉あんま芸者」では、「超すごい台風！」という表現が使用されている。このように、過去存在していた出来事が世間から忘れられることによって新しい出来事であるかのように認識される現象を「ヒストリー・ポケット」と言い、他には第二次世界大戦の終戦後に数年間使用された「クール・ビズ」などがある。

### 用例
- 「中京大学4年のマイちゃんって知ってる？チョーかゎぃぃんだよ～～！」
- 「チョーベリーバッド」（後に略語としてチョベリバと変化した）
- 「バルトークのピアノソナタ弾いたことある？あれってチョームズいんだぜ～！？」
- 「チョーイイネ！サイコー！」 - テレビ特撮ドラマ『仮面ライダーウィザード』で必殺技を繰り出す際にアイテム（ウィザードライバー）から発せられる音声。
- 「超難問！」 - テレビ番組東大王でクイズが出題される際の音声。